# Michel Friedling
Michel Friedling est un militaire français, né en 1967. Général de division aérienne, il commandait, du 1er septembre 2018 au 1er juillet 2022, le Commandement de l'espace.

## Biographie
Michel Marie Friedling nait en 1967.
Sorti de l'École de l'air en 1986, titulaire d'un diplôme d'ingénieur, il est breveté pilote de chasse. Il vole alors sur Mirage F1 et Mirage 2000. Entre 1990 et 1998, il participe à plusieurs déploiement opérationnels en Afrique, au Moyen-Orient et dans les Balkans. Il est promu capitaine le 1er août 1992 puis commandant le 1er décembre 1997 et lieutenant-colonel le 1er décembre 2001.
Diplôme de l'École de guerre en 2001, il prend le commandement d'un escadron de chasse sur la base aérienne 118 Mont-de-Marsan jusqu'en 2004. Il y prépare l'entrée en service du Dassault Rafale et gère les tests des futurs systèmes d'armes de l'armée de l'air.
Le 14 juillet 2003, il est nommé au grade de chevalier de l'ordre de la Légion d'honneur. Il est ensuite affecté au bureau Plan de l'état-major de l'armée de l'air. Promu colonel en 2009, il prend le commandement de la base aérienne 113 Saint-Dizier. 
En 2011-2012, Michel Friedling suit les cours de l'Institut des hautes études de Défense nationale et du Centre des hautes études militaires,. Il est ensuite affecté à l'état-major des armées où il s'occupe successivement de la dissuasion nucléaire, puis de prospective et stratégie militaire. Puis il dirige de 2014 à 2016 le bureau Plans de l'état-major de l'armée de l'air. En juin 2015, il est élevé au grade d'officier de la Légion d'honneur.
Entre août 2016 et février 2017, il exerce le commandement de la composant aérienne française au sein de la coalition internationale au Levant dans la lutte contre Daech. Le 1er juin 2017, il est élevé au grade de général de brigade aérienne, il est alors nommé adjoint au chef d'état-major chargé de la prospective, la stratégie et l'innovation.
Le1er septembre 2018, il prend la tête du commandement interarmée de l'espace qui devient Commandement de l'espace le 7 septembre 2019,. Un an plus tard il est nommé général de division aérienne.
En octobre 2020, Michel Friedling est élevé au grade d'officier de l'ordre national du Mérite.
En parallèle en 2015, Michel Friedling a créé la société Concert Home, un magasin de matériel Hifi haut de gamme.
En novembre 2022, il rejoint le comité stratégique de Destinus en tant que conseiller parce qu'il « ne peut pas rester spectateur devant le défi de l'aviation hypersonique décarbonée. ».

## Distinctions
Officier de la Légion d'honneur

 Officier de l'ordre national du Mérite

 Officier de l'ordre du Soleil levant